# Hill Country Village
Hill Country Village es una ciudad ubicada en el condado de Béxar en el estado estadounidense de Texas. En el Censo de 2010 tenía una población de 985 habitantes y una densidad poblacional de 176,64 personas por km².

## Geografía
Hill Country Village se encuentra ubicada en las coordenadas 29°34′55″N 98°29′8″O / 29.58194, -98.48556. Según la Oficina del Censo de los Estados Unidos, Hill Country Village tiene una superficie total de 5.58 km², de la cual 5.56 km² corresponden a tierra firme y (0.37%) 0.02 km² es agua.

## Demografía
Según el censo de 2010, había 985 personas residiendo en Hill Country Village. La densidad de población era de 176,64 hab./km². De los 985 habitantes, Hill Country Village estaba compuesto por el 90.66% blancos, el 0.51% eran afroamericanos, el 0.81% eran amerindios, el 2.34% eran asiáticos, el 0% eran isleños del Pacífico, el 2.74% eran de otras razas y el 2.94% pertenecían a dos o más razas. Del total de la población el 19.19% eran hispanos o latinos de cualquier raza.

## Educación
El Distrito Escolar Independiente North East gestiona escuelas públicas que sirven a la ciudad. La Escuela Primaria Hidden Forest, la Escuela Secundaria Bradley, y la Escuela Preparatoria Winston Churchill sirven a la ciudad.
La Biblioteca Pública de San Antonio gestiona bibliotecas públicas que sirven a la ciudad.